# Bàu Sen
Bàu Sen là một phường thuộc thành phố Long Khánh, tỉnh Đồng Nai, Việt Nam.

## Địa lý
Phường Bàu Sen nằm ở phía tây thành phố Long Khánh, có vị trí địa lý:
- Phía đông giáp phường Xuân Bình
- Phía tây giáp phường Xuân Lập
- Phía nam giáp các phường Phú Bình, Xuân Tân và xã Hàng Gòn
- Phía bắc giáp phường Suối Tre.

Phường có diện tích 12,94 km², dân số năm 2018 là 7.080 người, mật độ dân số đạt 547 người/km².

## Lịch sử
Trước đây, Bàu Sen là một xã thuộc huyện Long Khánh, được thành lập vào năm 1994 trên cơ tách sở một phần diện tích và dân số của xã Xuân Lập.
Ngày 21 tháng 8 năm 2003, Chính phủ ban hành Nghị định số 97/2003/NĐ-CP. Theo đó, xã Bàu Sen trực thuộc thị xã Long Khánh mới thành lập.
Ngày 10 tháng 4 năm 2019, Ủy ban Thường vụ Quốc hội ban hành Nghị quyết số 673/NQ-UBTVQH14 (nghị quyết có hiệu lực từ ngày 1 tháng 6 năm 2019). Theo đó, thành lập phường Bàu Sen trên cơ sở toàn bộ 12,94 km² diện tích tự nhiên và 7.080 người của xã Bàu Sen, đồng thời chuyển thị xã Long Khánh thành thành phố Long Khánh thuộc tỉnh Đồng Nai.

## Hành chính
Phường Bàu Sen được chia thành 3 khu phố: Bàu Sen, Núi Đỏ, Tân Thủy.